# Museo de historia natural Villa de Los Barrios
El museo natural villa de Los Barrios fue inaugurado el 6 de junio de 1999.  Es uno de los museos más extensos de Europa, albergando más de 50.000  fósiles y 70 000 insectos de todos los continentes. Actualmente se exhiben unas 10.000 piezas entre fósiles, minerales e insectos. Además, se hace una especial mención a los más interesantes encontrados en el parque natural de los alcornocales. 

## Historia y descripción
Se encuentra en el Edificio El Pósito, construido en 1779 durante el reinado de Carlos III. Los fondos son propiedades de Juan José Castillo González y el entomólogo José Luis Torres. El Museo de Historia Natural Villa de Los Barrios tiene una afluencia de 5.000 personas el año, sobre todo de alumnos de colegios e institutos no sólo de la comarca sino de otros muchos lugares de la geografía nacional. Abre todos los días de lunes a sábado, en horario de mañana, y la entrada es gratuita.
Entre las piezas más atractivas podemos encontrar un huevo de dinosaurio petrificado en buen estado de conservación, perteneciente al norte de China con una antigüedad de unos 140 millones de años. Un colmillo fosilizado de una especia extinguida como stegodon, antepasado del elefante actual. Se encontró en el parque natural Aguas de Ramón, en Chile, y según los estudios se estima que tiene más de 18.000 años de antigüedad. Unos gigantescos molares de mamut, un cráneo de cocodrilo cretáceo de más de 90 millones de años, encontrado en la actual Sahara, trilobites del Cámbrico Inferior  de la era primaria con  560 millones de años.
En cuanto a fósiles encontramos peces del cretácico, eoceno y jurásico de Brasil, Francia o Líbano, así como cianobacterias y microorganismos pertenecientes al origen de la vida, hace unos 3.500 millones de años, hallado en Míchigan, Estados Unidos.
Los minerales más atractivos son cuarzos y amatistas de Brasil, calcitas de Norteamérica y geodas encontradas en el desierto del Sahara. 
El insecto más interesante es la mariposa Danaus plexippus, llamada la monarca, que logra migraciones de más de 3.000 km. Como curiosidad, esta subespecie tiene una gran colonia en el Campo de Gibraltar, pues se han adaptado a su medio.